# Euphorbia alfredii
Euphorbia alfredii ist eine Pflanzenart aus der Gattung Wolfsmilch (Euphorbia) in der Familie der Wolfsmilchgewächse (Euphorbiaceae).

## Beschreibung
Die sukkulente Euphorbia alfredii ist eine Säuleneuphorbie. Ihr aufrechter keulig-zylindrischer Hauptspross ist unverzweigt und weist einen Durchmesser von bis 4 cm auf. Die Färbung ist graugrün, wobei junge Triebe dunkelgrün sind und später verholzen. Ihre Rinde springt längsrissig auf. Sie ist dornenlos und trägt während der Vegetationsperiode am Ende des Hauptsprosses schopfige Blätter. Die bereit ovalen Blätter sind glänzend grün und schwach behaart bis unbehaart. Sie werden bis zu 7 cm lang, 3 cm breit und sind kurz gestielt. Die Nebenblätter sind in längliche Höcker umgewandelt.
Die Blüten erscheinen vor den Blättern an der Triebspitze. Die Cyathien sind hängend mit spreizenden bräunlichen bis olivgrünen Cyathophyllen mit einer schwach ausgeprägten Spitze.

## Ähnliche Arten
Euphorbia alfredii ist der Euphorbia ankarensis ähnlich, wobei diese deutlich behaarte Blätter besitzt und ihre Cyathophyllen spitz zulaufen und eine blassrosane Färbung aufweisen.

## Verbreitung und Systematik
Euphorbia alfredii ist im Nordwesten Madagaskars endemisch verbreitet. Dort wächst sie auf Kalkstein in Trockenwäldern. Die Art steht auf der Roten Liste der IUCN und gilt als gefährdet (Vulnerable).
Die Erstbeschreibung der Art erfolgte 1987 durch Werner Rauh. Die Art ist möglicherweise ein Synonym von Euphorbia denisiana.